# The Final Problem (Sherlock)
"The Final Problem" é o terceiro episódio da quarta temporada da série britânica Sherlock e o décimo terceiro da série. O episódio foi originalmente transmitido nos canais BBC One, PBS, Channel One e 1+1 em 15 de janeiro de 2017.

## Enredo
Uma garota acorda dentro de um avião e encontra todos os passageiros dormindo. Ela pega um celular e escuta Jim Moriarty falar "Bem-vinda, ao Problema Final".
Sherlock e John desativam a segurança da casa de Mycroft Holmes para fazê-lo revelar que Eurus, irmã de Sherlock e Mycroft, existe. Mycroft revela mais tarde que seus pais mandaram Eurus para uma instituição mental depois que incendiou sua casa. Quando adulto, Mycroft a mandou para uma prisão de instalação de segurança máxima em Sherrinford. Ela foi descrita como um dos maiores gênios do século, com habilidades muito maiores do que as de Sherlock e Mycroft, mas sem empatia, demonstrada por seu roubo e aparente afogamento do cão de estimação de Sherlock. Enquanto discutiam sobre Eurus, um quadrotor pousa no apartamento de Sherlock com um explosivo. John, Sherlock e Mycroft são obrigados a fugir rapidamente quando a bomba detona.
Mais tarde, John e Sherlock sequestram um barco para viajar para Sherrinford e realizar um plano de distração para que Sherlock possa chegar à cela de Eurus. Mycroft e John dominam o governador da prisão, mas descobrem que Eurus tomou o controle da prisão por influenciar alguém com quem ela fala. Enquanto isso, Sherlock fala com Eurus, mas ela o ataca e o deixa inconsciente. Os guardas deixam Sherlock, John, Mycroft e o governador juntos em uma cela. Mycroft revela que há cinco anos, ele concedeu a Eurus cinco minutos sem supervisão com Moriarty como um presente de Natal. Nos dias atuais, Eurus leva os cativos em uma série de provações psicológicas, forçando Sherlock em jogar "joguinhos" para salvar vidas, enquanto vídeos de Moriarty o atrapalha. Embora Eurus força Sherlock em diante com a perspectiva de salvar a menina no avião, ele eventualmente para os jogos, ameaçando se matar quando ela ordena para que ele atire em John ou Mycroft. Irritada, Eurus atira dardos tranquilizantes nos três. Sherlock acorda perto da antiga casa da família dele. Ele fala com a menina no avião para tentar pousá-la com segurança. John acorda no fundo de um poço. Quando ele encontra ossos humanos lá, Sherlock percebe que o que ele pensava que era o seu cão Barba Ruiva era, de fato, seu melhor amigo, Victor Trevor. Eurus o jogou no poço para que ele morresse pois ela sentiu que não tinha a atenção de Sherlock quando criança. Sherlock então decifra o significado real da música que Eurus tocou, quis dizer que ele tem que encontrá-la pois está perdida. Sherlock descobre que a garota no avião é na verdade Eurus em uma metáfora mental e que o jogo foi um grito de socorro. Com o quebra-cabeça de Eurus resolvido, Sherlock é capaz de enviá-la de volta para Sherrinford após resgatar John.
Mycroft revela que contou para seus pais que Eurus havia morrido, e atualmente, que Eurus se recusa a falar com as pessoas, mas Sherlock a visita e tocam violino juntos, dando performances para seus pais e Mycroft. Enquanto reparam o apartamento destruído, john recebe um video de Mary onde é encorajado a continuar trabalhando com Sherlock.